# Gran Bilbao

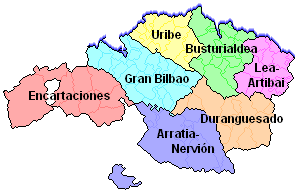
Les set comarques de Biscaia.

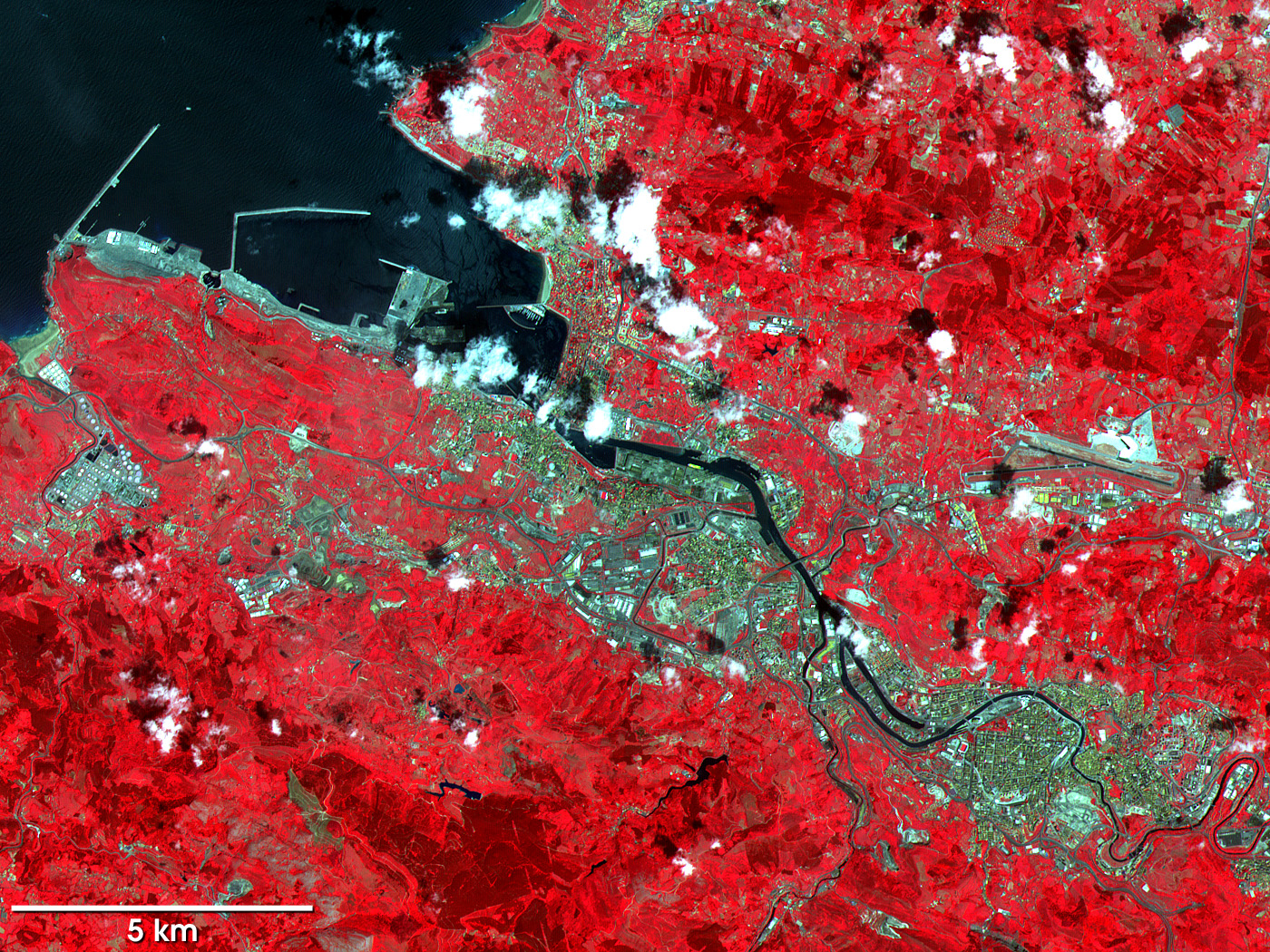
Fotografia infraroja presa el 5 de juliol de 2002 pel ASTER a bord de la nau Terra de la NASA. L'àrees vermelles són zones on predomina la vegetació, els pixeles blau fosc les aigües de la ria del Nervión, les taques blanques són núvols, podent-se apreciar les seves ombres sobre la superfície i els píxels de tons verds la intensa urbanització desenvolupada en l'entorn de la ria. Font: Earth Observatory (NASA).

El Gran Bilbao (Bilbo Handia en euskera) és una comarca de Biscaia (País Basc). Està constituïda pel conjunt de municipis amatents al llarg del riu Nervión fins a la seva desembocadura i que a causa del seu creixement han arribat a unir-se físicament donant l'aparença d'una sola ciutat.

## Geografia
Es pot dividir al seu torn en diverses subcomarques: 
- La Vila de Bilbao.
- El Marge Esquerre (Eskerraldea): zona tradicionalment obrera i fabril en el marge esquerre de la ria de Bilbao, formada per les localitats de Barakaldo, Sestao, Portugalete i Santurtzi.
- El Marge Dret (Eskuinaldea), que té un caràcter més residencial: Erandio, Leioa i Getxo.
- La Zona Minera (Meatzaldea): Trapagaran, Abanto-Zierbena, Ortuella i Muskiz.
- La vall d'Asua (Txorierri): Sondika, Derio, Lezama i Larrabetzu.
- L'Alt Nervión, amb localitats com Basauri, Galdakao o Arrigorriaga.

## Municipis del Gran Bilbao
| Municipi        | Extensió  | Població | Densitat      |
| --------------- | --------- | -------- | ------------- |
| Alonsotegi      | 16,0 km²  | 2.745    | 171,6 /km²    |
| Arrigorriaga    | 22,8 km²  | 12.000   | 341 /km²      |
| Barakaldo       | 24,3 km²  | 95.260   | 3.920,2 /km²  |
| Barrika         | 7,8 km²   | 1.337    | 171,4 /km²    |
| Basauri         | 7,2 km²   | 44.052   | 6.118,3 /km²  |
| Berango         | 8,8 km²   | 5.904    | 670,9 /km²    |
| Bilbao          | 41,3 km²  | 353.173  | 8.551,4 /km²  |
| Derio           | 7,4 km²   | 5.030    | 679,7 /km²    |
| Etxebarri       | 3,3 km²   | 7.707    | 2,335.5 /km²  |
| Erandio         | 18,7 km²  | 23.338   | 1.296,6 /km²  |
| Galdakao        | 31,7 km²  | 29.594   | 933,6 /km²    |
| Gorliz          | 10,2 km²  | 4.882    | 478,6 /km²    |
| Getxo           | 11,9 km²  | 82.687   | 6.948,5 /km²  |
| Larrabetzu      | 21,5 km²  | 1.647    | 76,6 /km²     |
| Leioa           | 8,5 km²   | 28.858   | 3.395,1 /km²  |
| Lemoiz          | 14,3 km²  | 925      | 64,7 /km²     |
| Lezama          | 16,5 km²  | 2.287    | 138,6 /km²    |
| Loiu            | 15,3 km²  | 2.205    | 144,1 /km²    |
| Muskiz          | 20,8 km²  | 6.682    | 321,3 /km²    |
| Ortuella        | 7,7 km²   | 8.554    | 1.110,9 /km²  |
| Plentzia        | 6,3 km²   | 3.949    | 626,8 /km²    |
| Portugalete     | 3,2 km²   | 49.788   | 15.558,8 /km² |
| Santurtzi       | 7,2 km²   | 47.155   | 6.549,3 /km²  |
| Sestao          | 3,5 km²   | 30.350   | 8.671,4 /km²  |
| Sondika         | 6,3 km²   | 4.300    | 682,5 /km²    |
| Sopela          | 8,4 km²   | 11.469   | 1.365,4 /km²  |
| Ugao-Miraballes | 5,2 km²   | 4.060    | 780,8 /km²    |
| Urduliz         | 7,8 km²   | 3.241    | 415,5 /km²    |
| Trapagaran      | 13,1 km²  | 12.580   | 960,3 /km²    |
| Zamudio         | 18,1 km²  | 3.176    | 175,5 /km²    |
| Zaratamo        | 10,0 km²  | 1.624    | 162,4 /km²    |
| Zeberio         | 47,1 km²  | 1.027    | 21,8 /km²     |
| Zierbena        | 18.0 km²  | 9,503    | 527.9 /km²    |
| Total           | 473,9 km² | 902.372  | 1.638,8 /km²  |